# Erik Banner
Pour les articles homonymes, voir Banner.
Erik Ottesen Banner, né le 5 octobre 1618 et mort le 19 août 1687, est un officier danois et  vice-gouverneur général de Norvège, sous l'autorité de Ulrik Frederik Gyldenløve, de 1679 à 1681.
Il a été grand chambellan du  prince Christian V, et le suivit en Norvège en 1661. De 1661 à 1674, il est Generalkrigskommissær en Norvège. À partir de 1671, il est gouverneur du district appelé alors Smaalenenes et correspondant à l'Østfold; la même année, il est fait chevalier de l'Ordre de Dannebrog. De 1673 à 1679, il est gouverneur de la province de Fionie  puis vice-gouverneur de Norvège de 1679 à 1681.

## Distinctions
- Chevalier de l'ordre de Dannebrog

## Sources
- Erik Banner du Dansk biografisk leksikon